# Brit Awards 2005
Les Brit Awards 2005 ont lieu le 9 février 2005 à l'Earls Court Exhibition Centre à Londres. Il s'agit de la 25e cérémonie des Brit Awards, présentée par Chris Evans. Elle est enregistrée et diffusée à la télévision sur la chaîne ITV.
Une nouvelle récompense est attribuée : meilleur artiste britannique sur scène. En revanche, celle de meilleur artiste dance britannique ne l'est plus. Le prix de la meilleure chanson des 25 ans est décerné spécialement pour cette 25e édition.

## Interprétations sur scène
Plusieurs chansons sont interprétées lors de la cérémonie :
- Daniel Bedingfield et Natasha Bedingfield: Ain't Nobody
- Franz Ferdinand : Take Me Out
- Green Day : American Idiot
- Gwen Stefani : What You Waiting For?
- Jamelia et Lemar : Addicted to Love
- Joss Stone et Robbie Williams : Right to Be Wrong / Angels
- Keane : Everybody's Changing
- Snoop Dogg et Pharrell Williams : What's My Name?
- Scissor Sisters : Take Your Mama
- Bob Geldof : I Don't Like Mondays
- The Streets : Dry Your Eyes

## Palmarès
Les lauréats apparaissent en caractères gras.

### Meilleur album britannique
- Hopes and Fears de Keane
  - Franz Ferdinand de Franz Ferdinand
  - Absolution de Muse
  - Final Straw de Snow Patrol
  - A Grand Don't Come for Free de The Streets

### Meilleur single britannique
- Your Game de Will Young
  - Do They Know It's Christmas? de Band Aid 20
  - These Words (en) de Natasha Bedingfield
  - Thank You de Jamelia
  - Everybody's Changing de Keane
  - Take Me to the Clouds Above (en) de LMC (en) vs U2
  - Amazing de George Michael
  - Lola's Theme de The Shapeshifters
  - Dry Your Eyes de The Streets
  - In the Middle de Sugababes

Note : Le vainqueur est désigné par un vote des auditeurs de plusieurs radios indépendantes britanniques.

### Meilleur artiste solo masculin britannique
- The Streets
  - Jamie Cullum
  - Lemar
  - Morrissey
  - Will Young

### Meilleure artiste solo féminine britannique
- Joss Stone
  - Natasha Bedingfield
  - PJ Harvey
  - Jamelia
  - Amy Winehouse

### Meilleur groupe britannique
- Franz Ferdinand
  - Kasabian
  - Keane
  - Muse
  - Snow Patrol

### Révélation britannique
- Keane
  - Natasha Bedingfield
  - Franz Ferdinand
  - Joss Stone
  - The Zutons

Note : Le vainqueur est désigné par un vote des auditeurs de BBC Radio 1.

### Meilleur artiste britannique de musique urbaine
- Joss Stone
  - Dizzee Rascal
  - Jamelia
  - Lemar
  - The Streets

Note : le vainqueur est désigné par un vote des téléspectateurs de MTV Base.

### Meilleur groupe de rock britannique
- Franz Ferdinand
  - Kasabian
  - Muse
  - The Libertines
  - Snow Patrol

Note : le vainqueur est désigné par un vote des téléspectateurs de Kerrang! TV (en).

### Meilleur artiste britannique sur scène
- Muse
  - Jamie Cullum
  - Franz Ferdinand
  - Kasabian
  - The Libertines

### Meilleure artiste pop
- McFly
  - Natasha Bedingfield
  - Girls Aloud
  - Avril Lavigne
  - Westlife

Note : Le vainqueur est désigné par un vote des lecteurs du journal The Sun et les téléspectateurs de l'émission CD:UK.

### Meilleur album international
- Scissor Sisters de Scissor Sisters
  - Hot Fuss de The Killers
  - Songs About Jane de Maroon 5
  - Speakerboxxx/The Love Below de OutKast
  - How to Dismantle an Atomic Bomb de U2

### Meilleur artiste solo masculin international
- Eminem
  - Usher
  - Tom Waits
  - Kanye West
  - Brian Wilson

### Meilleure artiste solo féminine internationale
- Gwen Stefani
  - Anastacia
  - Kelis
  - Alicia Keys
  - Kylie Minogue

### Meilleur groupe international
- Scissor Sisters
  - Green Day
  - Maroon 5
  - OutKast
  - U2

### Révélation internationale
- Scissor Sisters
  - Jet
  - The Killers
  - Maroon 5
  - Kanye West

### Meilleure chanson des 25 ans
- Angels de Robbie Williams (1997)
  - Wuthering Heights de Kate Bush (1978)
  - Love Will Tear Us Apart de Joy Division (1980)
  - We Are the Champions de Queen (1977)
  - Leave Right Now de Will Young (2003)

Note : Le vainqueur est désigné par un vote des auditeurs de BBC Radio 2. Les cinq nommés sont issus d'un tour préliminaire où figuraient 20 autres chansons :
- The Look of Love de ABC
- Night Fever des Bee Gees
- "Heroes" de David Bowie
- London Calling de The Clash
- Yellow de Coldplay
- Sledgehammer de Peter Gabriel
- Babylon de David Gray
- That's Entertainment de The Jam
- Sacrifice d'Elton John
- Why? d'Annie Lennox
- Unfinished Sympathy de Massive Attack
- Careless Whisper de George Michael
- Wonderwall d'Oasis
- Kiss from a Rose de Seal
- Holding Back the Years de Simply Red
- True de Spandau Ballet
- I Don’t Want to Talk About it de Rod Stewart
- Fields of Gold de Sting
- Golden Brown des Stranglers
- Dry Your Eyes de The Streets

### Contribution exceptionnelle à la musique
- Bob Geldof

## Artistes à nominations multiples
- 5 nominations :
  - Franz Ferdinand

- 4 nominations :
  - Keane
  - Muse
  - The Streets

- 3 nominations :
  - Natasha Bedingfield
  - Jamelia
  - Kasabian
  - Maroon 5
  - Scissor Sisters
  - Snow Patrol
  - Josh Stone
  - U2
  - Will Young

- 2 nominations :
  - Jamie Cullum
  - The Killers
  - Lemar
  - The Libertines
  - OutKast
  - Kanye West

## Artistes à récompenses multiples
- 3 récompenses :
  - Scissor Sisters

- 2 récompenses :
  - Franz Ferdinand
  - Keane
  - Joss Stone